# ぐんま経済新聞
ぐんま経済新聞（ぐんまけいざいしんぶん）は、群馬県前橋市に本社を置く株式会社群馬経済新聞社が発行していた新聞である。2020年9月に休刊した。

## 概要
1983年（昭和58年）4月7日に創刊。群馬県内のビジネス情報を扱う法人向けの専門紙である。毎週木曜日に発行される。また毎月1回、第4土曜日の読売新聞に折り込まれる形で発行している「ダイジェスト版」も存在している。専門紙の内容を家庭向けに再編した月刊フリーペーパーという位置づけである。
みんなの経済新聞ネットワークとは無関係である（同地域で発行されているのは「高崎前橋経済新聞」である）。

## 事業所
- 本社所在地：群馬県前橋市日吉町3-31-17 3階[2]
  - 以前の本社所在地は前橋市問屋町1-1-1 NF2ビル 6階[3]。さらにそれ以前には前橋市鳥羽町38-1に存在した[4]。
  - 以前は太田市飯田町216に「東毛支局」が存在した[4]。

## 沿革
- 1983年（昭和58年）4月7日 - ぐんま経済新聞創刊[2]。
- 1998年（平成10年）8月1日 - ぐんま経済新聞ダイジェスト版創刊[2]。
- 2015年（平成27年）7月28日 - 東毛支局を本社に統合[2]。